# Catarina thành Ricci

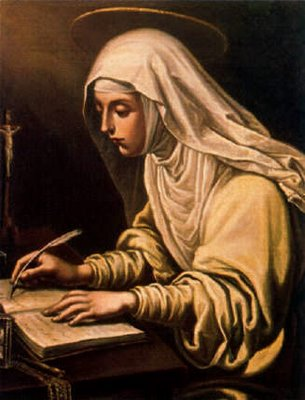
Ricci đang viết sách

Catarina thành Ricci (tiếng Ý: Caterina de' Ricci; sinh ngày 23 tháng 4 năm 1522 - mất ngày 1 tháng 2 năm 1590) là một trinh nữ và là vị thánh Công giáo người Ý. Catarina sinh ra tại vùng Florence, cha cô là Ricci Alessandra Lucrezia Romola de. Ở tuổi 13, cha cô đưa cô vào tu ở tu viện Monticelli gần nhà của gia đình cô. Chính tại nơi đây cô đã được thụ hưởng một nền giáo dục của Công giáo và trở nên mộ đạo. Sau một thời gian ngắn thực tập ở bên ngoài tu viện, vào năm 14 tuổi, cô đã đến tu tại tu viện Dominica San Vincenzo (Thánh Vinh Sơn) ở Prato, Tuscany. Năm 25 tuổi, Catarina đã được phong làm bề trên tu viện suốt đời. Catarina sống ở San Vincenzo cho đến khi qua đời vào năm 1589 vì mắc một căn bạo bệnh kéo dài triền miên.